# Bibliotekarien
Bibliotekarien är en återkommande karaktär i författaren Terry Pratchetts böcker om Skivvärlden. 

## Kuriosa
Bibliotekarien, som är en före detta trollkarl som genom en magisk olyckshändelse förvandlas till en orangutang, har ansvaret för Osynliga Universitetets bibliotek. Han framträder redan i den första boken i serien, Magins färg, men hans förvandling till orangutang sker först i den andra boken, Det fantastiska ljuset. Ofta framträder han tillsammans med den misslyckade trollkarlen Rensvind. Bibliotekarien kommunicerar genom att säga "ook" eller "eek" och motsätter sig alla försök att förvandla honom tillbaka till människa igen, eftersom han anser att det är mycket lättare att nå de översta bokhyllorna i biblioteket som orangutang. Han är mycket bra på att spela orgel. Främst spelar han på Osynliga Universitetets egen orgel, byggd av Pundhuvudet Johannson, men han har även hjälpt till på operan när det har behövts.